# Combretum griffithii
Combretum griffithii är en tvåhjärtbladig växtart som beskrevs av Henri Ferdinand Van Heurck och Johannes Müller Argoviensis.
Combretum griffithii ingår i släktet Combretum och familjen Combretaceae. Utöver nominatformen finns också underarten Combretum griffithii yunnanense.